# Atlas ornithologique
Pour les articles homonymes, voir Atlas.
Un atlas ornithologique est un document dont le but est de déterminer la répartition des espèces d'oiseaux selon une méthode standardisée et rigoureuse.  L’étendue de l’étude est généralement sur une grande échelle et correspond souvent à un pays, un état, une province ou un département.  Le résultat final est un ensemble de cartes sur lesquelles sont indiqués les endroits où chaque espèce d’oiseaux a été observé.

## La constitution d'un atlas
L'atlas ornithologique se fonde sur une méthode d'observation systématique d’un territoire quadrillé dont chaque carré, ou "maille", a généralement une taille avoisinant les quelques kilomètres carrés.  La taille des carrés est justifiée entre autres par la grandeur du territoire à couvrir et du nombre d'observateurs disponibles pour faire le travail.  Le quadrillage se base soit sur la projection UTM ou les coordonnées de longitude et de latitude.  Chaque carré de la grille est inventorié et le nombre d'espèces est enregistré.  La période d'étude peut s'étaler sur une période de quatre ou cinq ans, .  
La majorité des atlas ornithologiques ciblent une saison en particulier.  Les atlas qui se déroulent à la fin du printemps et l’été ont pour objectif de connaître la répartition des oiseaux nicheurs.  Les atlas qui se déroulent à l’hiver ont pour but de connaître l’aire d'hivernage des oiseaux, .  La majorité des atlas ornithologiques sont des atlas d’oiseaux nicheurs, c'est-à-dire des atlas dont la période d’observation est l’été pour connaître l’aire de nidification des espèces d’oiseaux.  Les atlas migratoires ont pour objectifs de connaître les voies empruntées par les oiseaux lors de leurs migrations.  Ces atlas se basent sur les données de recapture des oiseaux bagués, .  
Lors d’un atlas d’oiseaux nicheurs, des indices de nidifications pour chaque espèce sont notés afin d'évaluer le niveau de probabilité que l'espèce niche dans le carré.  Par exemple, la simple observation d'une espèce en un lieu favorable à l'espèce ou le chant d'un mâle en période de nidification dans un habitat favorable constituent des indices de nidification au premier niveau, à savoir une nidification possible.  L'observation d'un couple ou d'un individu en parade établi la probabilité de sa nidification à un niveau plus élevé, celui de nidification probable.  L'observation d'un nid, d'adultes couvant ou d'individus transportant de la nourriture pour des jeunes confirment la nidification de l'espèce comme certaine en ce lieu.  L'observateur doit tenter d'obtenir les informations qui confirment la nidification des espèces dans chacun des carrés,.

## Objectifs d'un atlas

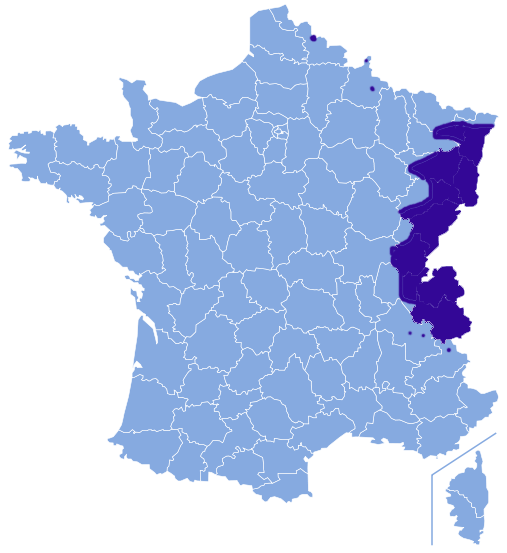
Tracé approximatif d'après l'atlas publié en 1976.
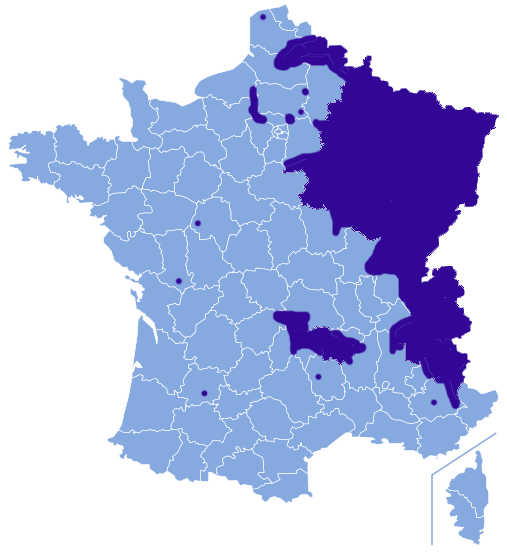
Tracé approximatif d'après l'atlas publié en 1995.

Outre de présenter la répartition détaillée des espèces sur un territoire, l'atlas ornithologique peut aussi donner de l'information sur l'abondance des espèces.  Pour l'atlas des oiseaux nicheurs du Québec par exemple, l'abondance relative de plusieurs espèces a été évaluée pour les différentes régions bioclimatiques. 
L'observation pour tous les carrés de l'atlas n'a pu être complétée pour l'atlas du Québec.  Une estimation de l'abondance a été effectuée en fonction des données disponibles pour chacune des régions bioclimatiques.  Le tableau ci-dessous montre un exemple des fréquences d'observation de quelques régions bioclimatique pour la Paruline tigrée. Une parcelle correspond à un carré de l'atlas. La sapinière à épinette noire est la région où l'espèce est la plus abondante, alors que l'érablière à caryer et érablière à tilleul est la région où l'espèce est la plus rare.
| Régions bioclimatiques | Parcelles complétées | Parcelles avec observations | % des parcelles avec observations | Abondance relative |
| --- | -------------------- | --------------------------- | --------------------------------- | ------------------ |
| Sapinière à épinette noire | 28                   | 22                          | 78,6                              | 100                |
| Érablière à bouleau jaune et hêtre | 71                   | 44                          | 62                                | 78,9               |
| Érablière à bouleau jaune et tilleul | 56                   | 23                          | 41,1                              | 52,3               |
| Érablière à caryer et érablière à tilleul | 97                   | 1                           | 1,0                               | 1,3                |
| « Le pourcentage des parcelles avec observations correspond au nombre de parcelles avec observations divisé par le nombre de parcelles complétées. [...] L'abondance relative sert à déterminer les régions les plus utilisées par l'espèce. [...] On peut comparer les données d'abondance relative d'une région bioclimatique à l'autre pour une même espèce, mais non d'une espèce à l'autre. » |                      |                             |                                   |                    |

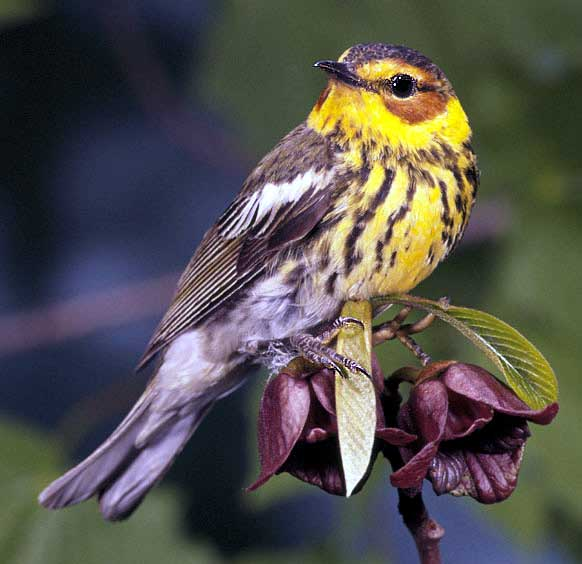
Paruline tigrée

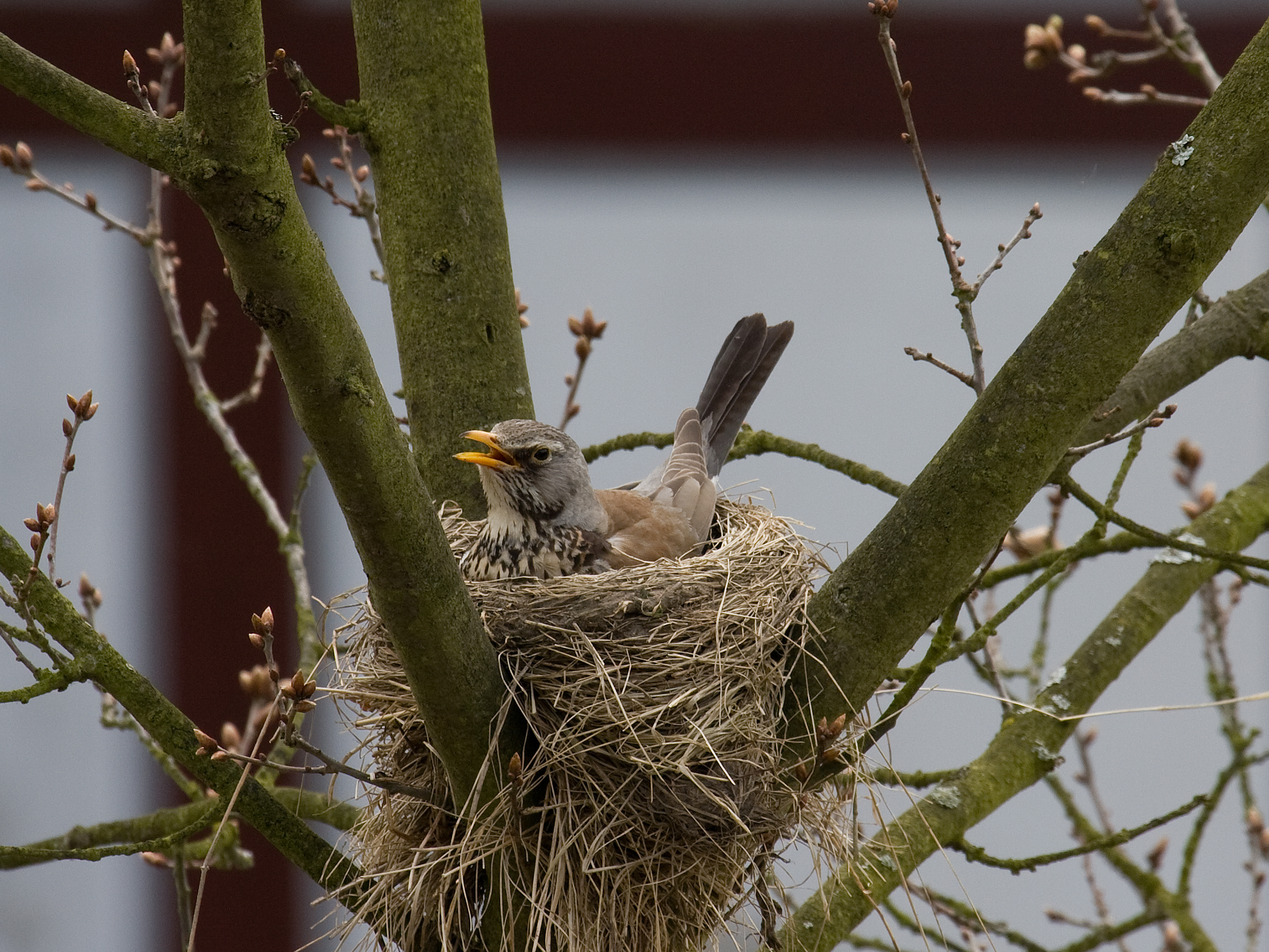
Grive litorne au nid

Lorsqu'un atlas est répété deux fois sur un même territoire, il est possible d'obtenir une information précise sur le changement de la répartition des espèces pendant l'intervalle de temps.  Un atlas ornithologique est un portrait dans le temps et dans l'espace de la répartition des oiseaux pour un territoire donné.  Deux atlas élaborés avec les mêmes méthodes sur le même territoire sur un intervalle de temps donnent deux portraits qui peuvent être comparés.  L’aire de nidification de la Grive litorne s’est beaucoup étendue en France au cours des dernières décennies.  Cette progression est visible dans le résultat d’enquête des atlas de 1976 et de 1995.
- Tracé approximatif d'après l'atlas publié en 1976[11].
- Tracé approximatif d'après l'atlas publié en 1995[10].

## Historique
Le premier atlas écologique basé sur une méthode systématique à grande échelle fut celui de la flore anglaise : Atlas of the British Flora publié en 1962.  Le premier atlas ornithologique basé sur une méthode systématique fut l’Atlas of Breeding Birds of the West Midlands.  Toutefois, c’est l’atlas ornithologique des oiseaux nicheurs publié par la British Trust for Ornithology : The Atlas of breeding birds in Britain and Ireland qui fut le précurseur de nombreuses autres études du même genre.  Les observations se sont étalées de 1968 à 1972 et l'ouvrage a été publié en 1976.  Par la suite, un deuxième atlas a été publié en 1993 - The New atlas of breeding birds in Britain and Ireland - pour lequel les observations eurent lieu de 1988 à 1991.
L'Atlas des oiseaux nicheurs de France fut publié en 1976 et la période d'observation se déroula de 1970 à 1975.  L'atlas du Danemark, dont la période d'observation eut lieu de 1971 à 1974, fut aussi publié en 1976.
Depuis, les atlas ornithologiques se sont multipliés et plusieurs pays et États en ont un.  Une revue de littérature datant de 2008 fait état de 272 atlas ornithologiques publiés depuis The Atlas of breeding birds in Britain and Ireland de 1976.  L'atlas des oiseaux nicheurs du Québec a été publié en 1995.  Les observations eurent lieu de 1984 à 1989.  Le texte a été enrichi d'informations sur la biologie et de photographies pour chacune des espèces.  L'ouvrage volumineux qui en résulte est une référence incontournable pour la faune aviaire de cette province.
Récemment, les développements du réseau Internet ont permis l'émergence d'atlas interactifs en ligne. Par exemple, le portail de l'Atlas des Oiseaux Nicheurs de France Métropolitaine 2009-2011, alimenté par des portails régionaux ou départementaux selon la structuration locale de la communauté ornithologique (voir ci-dessous), permet de visualiser la progression de l'enquête en temps réel. Ces portails eux-mêmes ont tous un volet de restitution "atlas" régional ou départemental, parmi d'autres modalités de partage de l'expertise citoyenne qu'ils hébergent (galeries photos, galeries de sons, synthèses diverses, etc).

## Les atlas ornithologiques interactifs
En France, via le réseau VisioNature: Atlas des Oiseaux Nicheurs de France Métropolitaine; maillage 10 × 10 km (site national de restitution : la saisie est effectuée directement sur ce site ou sur les portails locaux ci-dessous) :
- En Alsace: Portail régional
- En Aquitaine: Portail régional
- En Auvergne: Portail régional
- En Bourgogne: Portails départementaux Côte d'Or,  Nièvre,  Yonne
- En Bretagne: Portail régional
- En région Centre-Val de Loire: Portail départementaux Cher, Indre-et-Loire
- En Champagne-Ardenne: Portail régional
- En Franche-Comté: Portail régional
- En Île-de-France: Portail régional
- En Languedoc-Roussillon: Portail régional
- En Limousin: Portail régional (NB hors réseau VisioNature; utilise WNat)
- En Lorraine: Portail régional
- En Midi-Pyrénées: Portail régional (NB hors réseau VisioNature; utiliser Baznat); Portail tri-départemental Lot, Tarn & Aveyron
- En Pays de la Loire: Portails départementaux Loire-Atlantique, Maine-et-Loire, Mayenne et Sarthe, Vendée
- En Picardie: Portail régional (NB hors réseau VisioNature; utilise Clicnat)
- En Poitou-Charentes: Portails départementaux Charente, Charente-Maritime, Deux-Sèvres, Vienne
- En Provence-Alpes-Côte d'Azur: Portail régional
- En Rhône-Alpes: Portails départementaux Ain, Ardèche, Drôme, Isère, Savoie, Haute-Savoie, Loire, Rhône
- En France d'outre-mer: Portails départementaux Guyane, Martinique, Réunion

Voir aussi le portail général VisioNature et celui de l'observatoire des rapaces pour d'autres restitutions agrégées au niveau national des portails régionaux et départementaux.
Et ailleurs...
- En Suisse: Portail national (le premier de tous ces atlas interactifs!); NB pas de maillage
- En Italie: Portail national; NB pas de maillage
- En Catalogne: Portail de la communauté autonome
- En Euskadi: Portail du Pays Basque
- En Luxembourg: Portail national partagé avec l'Allemagne; NB pas de maillage
- En Allemagne et Luxembourg: Portail national partagé avec le Luxembourg; NB pas de maillage
- En Autriche: Portail national; NB pas de maillage
- En Pologne: Portail national
- Au Québec: Atlas des oiseaux nicheurs du Québec